# DDR-Fußball-Oberliga 1970/71
Die DDR-Oberliga 1970/71 war die 22. Auflage der höchsten Spielklasse der DDR. Meister wurde zum zweiten Mal die SG Dynamo Dresden. Die Saison begann am 22. August 1970 und endete am 16. Juni 1971.

## Saisonverlauf
Dynamo Dresden sicherte sich überlegen die Meisterschaft. Bereits am 23. Spieltag lagen die Dresdner uneinholbar vor Carl Zeiss Jena an der Tabellenspitze und gewannen damit die erste Meisterschaft seit 1953. Der Titelverteidiger Jena wurde Zweiter vor dem HFC Chemie, der mit dem dritten Rang die zweitbeste Platzierung seiner Oberligageschichte (nach der Meisterschaft 1952) erreichte. Dahinter folgten Magdeburg und der Aufsteiger Union Berlin, dessen fünfter Tabellenplatz die beste Oberliga-Platzierung aller Zeiten für den Berliner Klub bedeutete.
Enttäuschung gab es dagegen beim Oberliga-Gründungsmitglied Chemie Leipzig, denn die Chemiker mussten zum ersten Mal absteigen. In den folgenden 20 Jahren war Chemie nur noch sieben Mal in der höchsten Spielklasse vertreten. Begleitet wurde Leipzig von Rot-Weiß Erfurt; für die Erfurter war es bereits der vierte Abstieg. Dabei hatten die Erfurter noch vor dem letzten Spieltag zwei Punkte Vorsprung vor Stahl Riesa. Durch eine 1:3-Niederlage beim BFC Dynamo und einem gleichzeitigen Sieg der Riesaer zuhause gegen Rostock hielt Erfurt aber nicht die Klasse.

## Abschlusstabelle

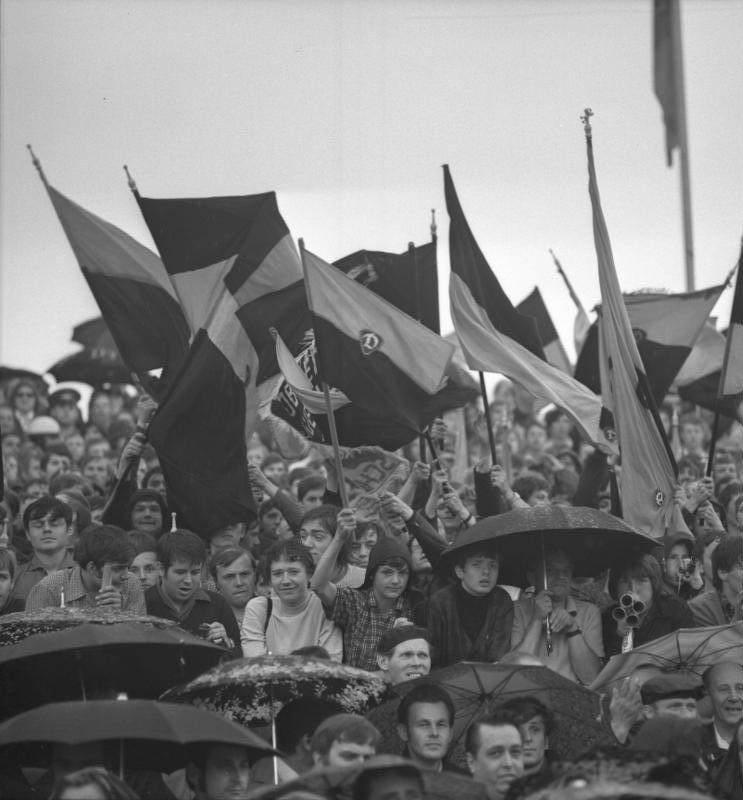
22.000 Dresdner Anhänger feiern den neuen DDR-Meister am 24. Spieltag.

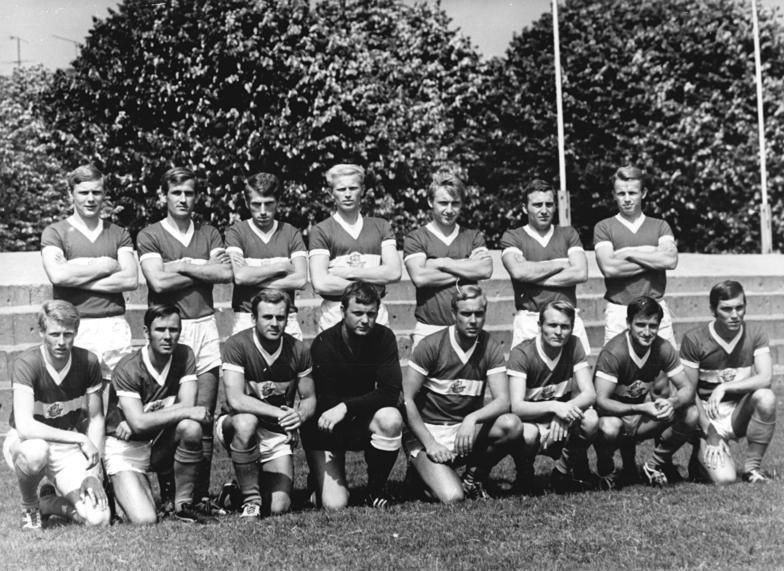
Die Mannschaft des Oberliga-Achten Hansa Rostock

| Pl. | Verein                       | Sp. | S  | U  | N  | Tore    | Diff. | Punkte |
| --- | ---------------------------- | --- | -- | -- | -- | ------- | ----- | ------ |
| 1.  | SG Dynamo Dresden            | 26  | 18 | 3  | 5  | 056:290 | +27   | 39:13  |
| 2.  | FC Carl Zeiss Jena (M)       | 26  | 14 | 5  | 7  | 058:290 | +29   | 33:19  |
| 3.  | Hallescher FC Chemie         | 26  | 10 | 10 | 6  | 035:290 | +6    | 30:22  |
| 4.  | 1. FC Magdeburg              | 26  | 10 | 7  | 9  | 037:380 | −1    | 27:25  |
| 5.  | 1. FC Union Berlin (N)       | 26  | 8  | 11 | 7  | 027:330 | −6    | 27:25  |
| 6.  | BSG Sachsenring Zwickau      | 26  | 11 | 4  | 11 | 040:420 | −2    | 26:26  |
| 7.  | FC Vorwärts Berlin (P)       | 26  | 10 | 6  | 10 | 038:440 | −6    | 26:26  |
| 8.  | FC Hansa Rostock             | 26  | 10 | 5  | 11 | 031:250 | +6    | 25:27  |
| 9.  | Berliner FC Dynamo           | 26  | 10 | 5  | 11 | 031:290 | +2    | 25:27  |
| 10. | 1. FC Lokomotive Leipzig (N) | 26  | 9  | 6  | 11 | 042:460 | −4    | 24:28  |
| 11. | BSG Wismut Aue               | 26  | 8  | 5  | 13 | 030:360 | −6    | 21:31  |
| 12. | BSG Stahl Riesa              | 26  | 6  | 9  | 11 | 028:410 | −13   | 21:31  |
| 13. | FC Rot-Weiß Erfurt           | 26  | 6  | 9  | 11 | 028:440 | −16   | 21:31  |
| 14. | BSG Chemie Leipzig           | 26  | 5  | 9  | 12 | 027:430 | −16   | 19:33  |

| (M) | Meister der letzten Saison     |
| (P) | Pokalsieger der letzten Saison |
| (N) | Aufsteiger der letzten Saison  |

| Aufsteiger aus der DDR-Liga 1970/71: ASG Vorwärts Stralsund, FC Karl-Marx-Stadt |

## Kreuztabelle
Die Kreuztabelle stellt die Ergebnisse aller Spiele dieser Saison dar. Die Heimmannschaft ist in der linken Spalte aufgelistet und die Gastmannschaft in der obersten Reihe.
| 1970/71 | 1970/71                  | SG Dynamo Dresden | FC Carl Zeiss Jena | Hallescher FC Chemie | 1. FC Magdeburg | 1. FC Union Berlin | BSG Sachsenring Zwickau | FC Vorwärts Berlin | F.C. Hansa Rostock | Berliner FC Dynamo |     | BSG Wismut Aue | BSG Stahl Riesa | FC Rot-Weiß Erfurt | BSG Chemie Leipzig |
| 01.     | SG Dynamo Dresden        |                   | 3:0                | 2:0                  | 3:2             | 2:0                | 4:2                     | 4:1                | 3:1                | 2:1                | 3:1 | 5:0            | 0:0             | 3:0                | 3:1                |
| 02.     | FC Carl Zeiss Jena       | 3:1               |                    | 0:0                  | 3:1             | 4:0                | 7:3                     | 4:0                | 2:1                | 5:1                | 1:0 | 2:0            | 4:1             | 4:1                | 5:1                |
| 03.     | Hallescher FC Chemie     | 2:2               | 2:2                |                      | 2:1             | 3:1                | 1:0                     | 1:0                | 1:1                | 2:1                | 4:2 | 1:0            | 2:0             | 6:1                | 1:1                |
| 04.     | 1. FC Magdeburg          | 2:1               | 1:0                | 3:1                  |                 | 2:3                | 0:1                     | 1:0                | 2:1                | 0:0                | 3:2 | 2:1            | 2:2             | 1:2                | 2:1                |
| 05.     | 1. FC Union Berlin       | 2:1               | 0:0                | 1:1                  | 1:3             |                    | 2:1                     | 1:1                | 0:0                | 0:1                | 2:1 | 3:2            | 1:0             | 4:1                | 0:0                |
| 06.     | BSG Sachsenring Zwickau  | 1:2               | 1:0                | 2:0                  | 2:3             | 1:1                |                         | 4:0                | 1:0                | 1:0                | 2:1 | 0:0            | 2:1             | 5:4                | 1:0                |
| 07.     | FC Vorwärts Berlin       | 4:1               | 4:4                | 2:2                  | 3:1             | 2:2                | 3:1                     |                    | 1:0                | 1:0                | 5:1 | 2:1            | 2:1             | 1:0                | 0:1                |
| 08.     | FC Hansa Rostock         | 3:2               | 1:0                | 2:0                  | 3:0             | 0:1                | 3:2                     | 4:1                |                    | 1:0                | 1:1 | 0:1            | 3:0             | 0:0                | 3:1                |
| 09.     | Berliner FC Dynamo       | 0:1               | 2:1                | 1:0                  | 2:1             | 1:1                | 0:0                     | 1:0                | 0:2                |                    | 4:2 | 3:0            | 5:0             | 3:1                | 1:1                |
| 10.     | 1. FC Lokomotive Leipzig | 0:1               | 3:2                | 3:0                  | 0:0             | 1:1                | 2:3                     | 2:0                | 2:1                | 1:0                |     | 1:1            | 2:0             | 2:1                | 3:0                |
| 11.     | BSG Wismut Aue           | 0:1               | 1:0                | 0:2                  | 1:1             | 3:0                | 1:0                     | 4:1                | 1:0                | 2:2                | 3:5 |                | 0:2             | 4:0                | 4:1                |
| 12.     | BSG Stahl Riesa          | 0:0               | 0:3                | 0:0                  | 2:2             | 0:0                | 2:2                     | 1:1                | 1:0                | 2:0                | 5:1 | 1:0            |                 | 1:1                | 3:4                |
| 13.     | FC Rot-Weiß Erfurt       | 1:2               | 1:1                | 0:0                  | 0:0             | 2:0                | 3:2                     | 0:0                | 2:0                | 1:0                | 2:2 | 0:0            | 3:0             |                    | 1:1                |
| 14.     | BSG Chemie Leipzig       | 2:4               | 0:1                | 1:1                  | 1:1             | 0:0                | 2:0                     | 2:3                | 0:0                | 1:2                | 1:1 | 1:0            | 1:3             | 2:0                |                    |

## Statistik

### Die Meistermannschaft
| SG Dynamo Dresden |
| --- |
| Manfred Kallenbach (26 Spiele / Tore -) Hans-Jürgen Dörner (20 / 3) Frank Ganzera (26 / 1), Klaus Sammer (26 / 8), Wolfgang Haustein (19 / 1) Uwe Ziegler (26 / 4), Meinhard Hemp (21 / 2), Hans-Jürgen Kreische (23 / 17) Gert Heidler (21 / 3), Frank Richter (23 / 2), Rainer Sachse (24 / 8) Trainer: Walter Fritzsch |
| außerdem: Dieter Riedel (19 / 6), Horst Rau (13 / -), Eduard Geyer (13 / -), Joachim Kern (11 / -), Siegmar Wätzlich (6 / -), Hubert Ganzera (1 / -) |
| ohne Einsatz: Peter Meyer, Dietmar Urbanek (beide Tor) |

Aufgrund einer Erkrankung von Trainer Walter Fritzsch wurde Dynamo vom 8.–13. Spieltag von Assistenztrainer Harry Nippert betreut. Dieser führte Dresden mit 6 Siegen in 6 Spielen (19-5 Tore) zur Tabellenführung und „Herbstmeisterschaft“.

### Tore
In den 182 Punktspielen fielen 508 Tore, im Schnitt 2,79 pro Spiel. Das torreichste Spiel mit zehn Treffern war Carl Zeiss Jena – Sachsenring Zwickau mit 7:3 am ersten Spieltag. Der höchste Sieg war das 6:1 von Chemie Halle gegen Rot-Weiß Erfurt am 18. Spieltag.
Hans-Jürgen Kreische von der SG Dynamo Dresden wurde erstmals Torschützenkönig der Oberliga. Es war seine erste von insgesamt vier Oberliga-Torjägerkronen (ein Rekord, den nur noch Joachim Streich erreichte). Insgesamt zeichneten sich 146 Spieler als Torschützen aus, hinzu kamen 15 Eigentore.
Drei Spielern gelangen ein Hattrick in einem Spiel: Sammer (Dresden) gegen Jena (2. Sp.), P.Ducke (Jena) gegen den BFC (6. Sp.) sowie Kreische (Dresden) gegen Chemie Leipzig (11. Sp.). Außerdem erzielten Vogel (Jena) gegen Zwickau (1. Sp.) sowie Lischke (Riesa) gegen Lok Leipzig (20. Sp.) ebenfalls drei Tore in einer Begegnung. Es wurden 60 Strafstöße verhängt, wovon 45 verwandelt wurden. Manfred Geisler von Lok Leipzig traf siebenmal, Hartmut Rentzsch aus Zwickau traf sechsmal, Hans-Jürgen Kreische aus Dresden und Peter Ducke aus Jena trafen je fünfmal ins Schwarze.
|    | Spieler              | Mannschaft              | Tore |
| -- | -------------------- | ----------------------- | ---- |
| 1. | Hans-Jürgen Kreische | SG Dynamo Dresden       | 17   |
| 2. | Hartmut Rentzsch     | BSG Sachsenring Zwickau | 15   |
| 3. | Peter Ducke          | FC Carl Zeiss Jena      | 14   |
| 3. | Jürgen Sparwasser    | 1. FC Magdeburg         | 14   |
| 5. | Wolfgang Lischke     | BSG Stahl Riesa         | 13   |

### Zuschauer
Insgesamt sahen 2.140.500 Zuschauer die 182 Oberligaspiele, das ergibt einen Schnitt von 11.761 Zuschauern pro Spiel. Den höchsten Zuschauerschnitt verzeichneten erneut Dresden (22.769), Halle (17.615) und Chemie Leipzig (15.538), während am Ende der Zuschauertabelle ebenfalls wie in den Vorjahren die beiden Berliner Klubs Dynamo (5.583) und Vorwärts (6.846) lagen. Die größte Zuschauerkulisse bedeuteten 40.000 zum Spiel Sachsenring Zwickau – Wismut Aue am 20. Spieltag. Am wenigsten Zuschauer (2.500) waren beim Spiel zwischen Vorwärts Berlin und Sachsenring Zwickau (elfter Spieltag).
| Mannschaft               | Gesamt  | {\displaystyle \varnothing } | Heim    | {\displaystyle \varnothing } | Auswärts | {\displaystyle \varnothing } |
| ------------------------ | ------- | ---------------------------- | ------- | ---------------------------- | -------- | ---------------------------- |
| SG Dynamo Dresden        | 490.000 | 18.846                       | 296.000 | 22.769                       | 194.000  | 14.923                       |
| FC Carl Zeiss Jena       | 347.500 | 13.365                       | 134.000 | 10.308                       | 213.500  | 16.423                       |
| Hallescher FC Chemie     | 353.000 | 13.577                       | 229.000 | 17.615                       | 124.000  | 09.538                       |
| 1. FC Magdeburg          | 277.500 | 10.673                       | 127.500 | 09.808                       | 150.000  | 11.538                       |
| 1. FC Union Berlin       | 291.000 | 11.192                       | 151.000 | 11.615                       | 140.000  | 10.769                       |
| BSG Sachsenring Zwickau  | 264.000 | 10.154                       | 130.500 | 10.038                       | 133.500  | 10.269                       |
| FC Vorwärts Berlin       | 234.000 | 09.000                       | 89.000  | 06.846                       | 145.000  | 11.154                       |
| FC Hansa Rostock         | 324.500 | 12.481                       | 181.000 | 13.923                       | 143.500  | 11.038                       |
| Berliner FC Dynamo       | 226.500 | 08.712                       | 72.000  | 05.538                       | 154.500  | 11.885                       |
| 1. FC Lokomotive Leipzig | 316.000 | 12.154                       | 155.000 | 11.923                       | 161.000  | 12.385                       |
| BSG Wismut Aue           | 292.500 | 11.250                       | 120.000 | 09.231                       | 172.500  | 13.269                       |
| BSG Stahl Riesa          | 248.500 | 09.558                       | 116.500 | 08.962                       | 132.000  | 10.154                       |
| FC Rot-Weiß Erfurt       | 280.000 | 10.769                       | 147.000 | 11.308                       | 133.000  | 10.231                       |
| BSG Chemie Leipzig       | 346.000 | 13.308                       | 202.000 | 15.538                       | 144.000  | 11.077                       |

### Verschiedenes
- 295 Spieler kamen zum Einsatz, davon waren 35 in allen Punktspielen dabei.
- Es gab 109 Heimsiege, 47 Unentschieden und 26 Auswärtssiege.
- 3 Feldverweise und 257 Verwarnungen verhängten die Unparteiischen,s. fuwo 47/1971 Seite 14.
- Die Gelbe Karte wurde in der DDR mit Saisonbeginn eingeführt. Bis dato wurden Verwarnungen nur verbal ausgesprochen.
- Fußballer des Jahres

Nach der Saison wurde Peter Ducke vom FC Carl Zeiss Jena zum ersten Mal als Fußballer des Jahres 1970 ausgezeichnet. Es war die zweite Auszeichnung hintereinander für die Familie Ducke, da Peters Bruder Roland Ducke den Titel im Vorjahr erhalten hatte. Jürgen Croy von der BSG Sachsenring Zwickau landete in der Abstimmung nur knapp hinter Ducke.
|    | Spieler              | Mannschaft              | Punkte |
| -- | -------------------- | ----------------------- | ------ |
| 1. | Peter Ducke          | FC Carl Zeiss Jena      | 357    |
| 2. | Jürgen Croy          | BSG Sachsenring Zwickau | 332    |
| 3. | Hans-Jürgen Kreische | SG Dynamo Dresden       | 220    |

## FDGB-Pokal
Der FDGB-Pokal wurde in dieser Spielzeit vom frisch gekürten Meister Dynamo Dresden gewonnen, der damit seine erfolgreiche Saison mit dem ersten Double im DDR-Fußball krönte. Dresdens unterlegener Finalgegner war der BFC Dynamo, der sich damit für den internationalen Wettbewerb qualifizierte. Es war das erste von vier Duellen der beiden großen Dynamo-Mannschaften im Pokalfinale (die allesamt Dresden gewann).

## Internationale Wettbewerbe
Nach dem selbst auferlegten Boykott der UEFA-Wettbewerbe im Vorjahr, traten die DDR-Mannschaften in dieser Saison wieder im Europapokal der Landesmeister und Europapokal der Pokalsieger. Dabei erzielten der Meister Carl Zeiss Jena und Pokalsieger Vorwärts Berlin große Erfolge. Nach Siegen über Fenerbahçe Istanbul und Sporting Lissabon schied Jena erst gegen Roter Stern Belgrad im Viertelfinale aus. Ebensoweit kamen die Berliner, die den FC Bologna und Benfica Lissabon schlugen, bevor sie gegen die PSV Eindhoven ausschieden. Im letztmalige ausgetragenen Messestädte-Pokal schied Dynamo Dresden bereits in der zweiten Runde gegen den späteren Cup-Gewinner Leeds United aus. Nach einem 0:1 in Leeds reichte ein 2:1-Sieg den Dresdnern nicht zum Weiterkommen. Wie schon im Vorjahr entsandte der DFV auch für den Intertoto-Cup 1970 keine Mannschaften.